# Schleswig-Holstein Musik Festival
Schleswig-Holstein Musik Festival (på dansk Slesvig-Holsten Musik Festival; forkortet SHMF) finder sted i det nordlige Tyskland og er en af de største klassiske musikfestivaler i verden. Siden 1986 har det årligt fundet sted i sommermånederne juli og august på forskellige spillesteder rundt omkring i Slesvig-Holsten, såvel som i det tilgrænsende Niedersachsen, Hamborg og Danmark.
Koncerterne finder til dels sted i usædvanlige spillesteder som på godser, i lader, kirker, slotsparker, færger og på skibsværfter. Siden 1996 afvikles festivalen efter et landetema. Siden 2002 er også jazzfestivalen JazzBaltica en del af Schleswig-Holstein Musik Festivalen.